# دریا دادور
دریا دادور خراسانی (زادهٔ ۱۳۵۰ ه‍.خ) خوانندهٔ ایرانی ساکن در فرانسه است. دادور که تحصیل‌کردهٔ موسیقی کلاسیک در اروپاست و صدایی در گسترهٔ صوتی سوپرانو لِجِرو دارد، ترانه‌های محلی و موسیقی سنتی ایرانی را با موسیقی غربی تلفیق کرده و سبکی منحصر به خود پدید آورده است.
دادور در خانواده‌ای با اصالت گیلانی در مشهد زاده شد. او از کودکی به آوازخوانی دلبستگی داشت و مادرش، که خود هنرمند بود، نقش بسزایی در گرایش او به سوی هنر داشت. او در سال ۱۹۹۱ م. به فرانسه نزد پدرش رفت و تحصیلاتش را در آنجا ادامه داد. در سال ۱۹۹۹ م. از کنسرواتوار تولوز فرانسه در رشتهٔ آواز لیریک مدال طلا گرفت و سال بعد دیپلم حرفه‌ای‌اش را در رشتهٔ آواز باروک گرفت. او علاوه بر تحصیل در رشتهٔ آواز، هنرهای تجسمی نیز خوانده‌است. پس از فراغت از تحصیل در تئاتر سلطنتی کومپین فرانسه به عنوان تک‌خوان اپرا مشغول به کار شد، اما خیلی زود تصمیم گرفت مسیر پرچالش‌تری را در حرفه‌اش بپیماید و به جای اجرای آثار دیگران، آثار خود را ارائه کند. پیوند زدن موسیقی شرق با موسیقی غرب و خواندن به ۱۲ زبان از جمله زبان‌ها و لهجه‌های محلی ایران از ویژگی‌های آثار اوست. او در کارهایش، هم از شعرهای کلاسیک و هم از شعرهای معاصر ایرانی و در اجراهای زندهٔ خود، از آمیزه‌ای از سازهای شرقی و غربی همچون پیانو، ویولن، فلوت، چنگ و دهل بهره می‌برد.
از دادور سه آلبوم منتشر شده که هر سه به‌صورت زنده ضبط شده‌اند. نخستین آلبوم در سال ۲۰۰۴ م. در برلین، دومی در سال ۲۰۰۸ م. در تورنتو و سومی در سال ۲۰۱۴ م. در مالمو ضبط شده‌اند. او طی دو دهه فعالیت هنری حرفه‌ای کنسرت‌های فراوانی را در اروپا و آمریکای شمالی برگزار کرده‌است و به‌طور متناوب در جشنوارهٔ تیرگان در کانادا، جشنوارهٔ موسیقی زنان شرق در سوئد، و کنفرانس‌های بنیاد پژوهش‌های زنان ایران حضور یافته‌است. دادور در سال ۱۳۸۱ ه‍.خ در اپرای رستم و سهراب که به همراهی ارکستر فیلارمونیک ارمنستان به رهبری لوریس چکناواریان در سالن میلاد تهران برگزار شد، در نقش تهمینه به ایفای نقش پرداخت. این اولین بار پس از انقلاب ۱۳۵۷ ایران بود که یک زن در جمعی عمومی تک‌خوانی می‌کرد. هرچند او چند ماه بعد در تالار وحدت تهران باز به آوازخوانی پرداخت، گشایشی حاصل نشد و دادور دیگر نتوانست در ایران اجرا کند. دادور در نمایش موزیکال زهره و منوچهر شاهرخ مشکین‌قلم و اپرت عشق و عقل و آدمی گروه مستان به سرپرستی پرواز همای نیز به ایفای نقش پرداخته‌است.

## زندگی

### سال‌های آغازین
دریا دادور خراسانی در سال ۱۳۵۰ ه‍.خ از یک خانوادهٔ شمالی (که اصالتاً اهل گیلان و گرگان بودند) در مشهد چشم به جهان گشود. مادرش نسرین ارمگان نام داشت. دریا تا پنج سالگی نزد پدربزرگ و مادربزرگ خود زندگی کرد. سپس خانواده‌اش به تهران کوچ کردند و او در آنجا بزرگ شد. او خودش را هم گیلک و هم مشهدی می‌داند. از کودکی به آوازخوانی گرایش داشت. مادر او، که هم خواننده بود و هم ترانه‌سرا و کارگردان تئاتر عروسکی، در گرایش دادور به سمت هنر تأثیر زیادی داشت. در کودکی در کنسرت‌های مدرسه شرکت می‌کرد. دادور در مصاحبه‌ای از سیمین قدیری نام برده که آموزگار موسیقی او در مدرسه بود: «معلم آوازمون خانم سیمین قدیری بود که یک روز آمد و با ناراحتی گفت که متأسفانه درس موسیقی قدغن شده و من دارم شما را ترک می‌کنم؛ و حتی من یادم هست که منو بغل کرد و گفت قول بده به من که تو خوانندهٔ خوبی میشی». پس از انقلاب ۱۳۵۷، همهٔ کلاس‌های موسیقی در همهٔ مدارس برچیده شدند و دادور ناچار شد موسیقی را در خانه و نزد مادرش ادامه دهد. او می‌گوید «سعی می‌کردم در هر هفته یک آهنگ بیاموزم، فارسی یا انگلیسی».

### سفر به فرانسه
دادور از سال ۱۹۹۱ م. (۱۳۷۰ ه‍.خ) به فرانسه نزد پدرش — که پزشک است و از ۹ سالگی او را ندیده بود — رفت تا در آنجا تحصیل کند. او شوهری فرانسوی و دو دختر به نام‌های درتا و دلینا دارد. در سال ۲۰۰۵ م. پس از برگزاری یک کنسرت در ونکوور کانادا، دادور دچار سانحهٔ رانندگی شد که آن را یکی از تلخ‌ترین خاطراتش برشمرده‌است. از سال ۲۰۰۱ م. دادور ساکن پاریس یا حومهٔ آن (ایولین) بوده‌است.
تحصیلات آکادمیک او در فرانسه آغاز شد. او نخست می‌خواست در رشتهٔ پزشکی تحصیل کند، اما به پیشنهاد پدرش از این تصمیم دست کشید. در ۱۸ سالگی، یادگیری موسیقی اپرا را به کمک یک آموزگار پرتغالی به نام ماریا سارتووا در تولون آغاز کرد. سپس در شهر تولوز تحصیلات تخصصی خود را ادامه داد. دومین آموزگار او جاسمین مرتورل بود و آنه فوندویل را «آخرین معلم اصلی‌اش» برمی‌شمرد. به گفتهٔ خود دادور، او در آغاز تحصیلاتش به کارهای گوناگونی همچون فروش برای یک شرکت فرانسوی وسایل رنگی و هنری می‌پرداخت. پس از پایان دوران تحصیلاتش، دادور آغاز به تدریس و تعلیم آواز کرد. این کارها باعث شد دادور سرمایهٔ خوبی برای آغاز کار حرفه‌ای خود گردآوری کند. دادور تحصیلات خود در زمینهٔ موسیقی را در سال ۲۰۰۰ م. در شهر تولوز فرانسه به پایان رساند. او دارای یک مدرک فوق لیسانس در رشتهٔ هنرهای تجسمی است که آن را در ۱۹۹۷ م. دریافت کرد. به گفتهٔ خود او، تحصیل در این رشته به ایجاد خلاقیت در کارهای هنری‌اش کمک کرده‌است. دادور در کلاس‌های آموزشی حرفه‌ای استادان موسیقی از سرتاسر جهان همچون آنا ماریا باندی، گابریل باکر، چارلز برت، روبر دومه، جیل فلدمن حضور داشته‌است. در سال ۱۹۹۹ از کنسرواتوار تولوز فرانسه مدال طلا در رشتهٔ آواز لیریک گرفت و در سال ۲۰۰۰ دیپلم حرفه‌ای در رشتهٔ آواز باروک دریافت کرد.
دادور در یک مصاحبه با «سیاسی» خواندن علت جلوگیری از تک‌خوانی زنان در ایران، گفت که «اگر ساز من را در ایران نمی‌شکستند، من هرگز به سراغ موسیقی نمی‌رفتم و به احتمال زیاد به دلیل علاقه‌ام به پزشکی، پزشک می‌شدم… اما همین محدودسازی، عزم من را برای موفقیت بیشتر جزم کرد و باعث شد که وقتی به فرانسه و دنیای آزاد مهاجرت کنم، موسیقی را به صورت حرفه‌ای پیگیری کنم». او معتقد است ممنوع کردن صدای زنان خلاف طبیعت است و هر کار ضد طبیعت محکوم به شکست است. دادور ۳۰ سپتامبر ۲۰۱۰ در رادیوی فرانس کولتور حضور یافت که کل برنامه‌های آن روز را به وضع زنان در ایران اختصاص داده بود. در سال ۲۰۱۴ در مستند به زندگی من خوش آمدید شبکهٔ تلویزیونی من و تو ظاهر شد. در سال ۲۰۱۶ در نماهنگ زندگی اثر علی عظیمی حضور داشت. در سال ۲۰۱۸ مهمان برنامهٔ چندشنبه با سینا از رادیو جوان و چشم‌انداز زنان و آخر هفته با صادق صبا از تلویزیون ایران اینترنشنال بود. در همین سال در برنامهٔ سمت نو شبکهٔ من و تو نیز حضور یافت.

## موسیقی

### سبک خوانندگی

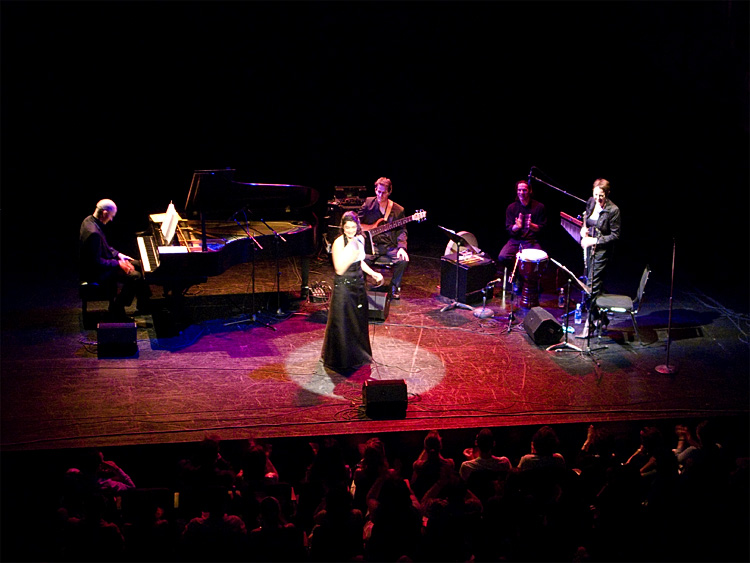
دادور در جشنوارهٔ تیرگان ۲۰۰۸

دریا دادور ترانه‌های محلی و موسیقی ایرانی را با اپرا و موسیقی غربی آمیخته و سبک ویژهٔ خود را درست کرده‌است. دادور نخستین بار در ۱۴ سالگی که به پاکستان رفته بود، با سبک اپرا آشنا شد. سپس وقتی در مدرسه‌ای در شهر تولون فرانسه سرگرم یادگیری زبان فرانسه بود، به پیشنهاد دست‌اندرکاران مدرسه که در مراسم‌های آوازخوانی بین دانشجویان صدای دادور را شنیده و آن را پسندیده بودند، وارد کنسرواتوار شد. او در مصاحبه‌ای گونهٔ صدایش را سوپرانوی لیریکو لِجِرو برشمرده و خود ترجیح می‌دهد «یک خوانندهٔ اپرا» نامیده نشود و تنها به گفتن واژهٔ خواننده بسنده می‌کند، چرا که کارهایش آمیزه‌ای از سبک‌های گوناگون است. دادور به آوازها و ترانه‌های محلی ایرانی و همچنین بازخوانی آثار قدیمی هنرمندان زن ایرانی علاقه‌مند است. دادور در رشتهٔ آواز باروک هم تحصیل کرده و مدتی را به کار در زمینهٔ آهنگ‌های به سبک قرون وسطایی گذرانده‌است. او که سبک موسیقی باروک را با موسیقی سنتی ایرانی آمیخته، در این باره گفته‌است که «در ابتدا استادان موسیقی باروک استقبال چندانی از این نوآوری نداشتند و در اوایل دههٔ ۹۰ میلادی، نظر مثبتی در مورد این ترکیب و ادغام وجود نداشت ولی پس از مدتی شرایط تغییر کرد و با توجه به افزایش مبادلات فرهنگی میان سبک‌ها و و روش‌های مختلف، امروزه این پدیده جا افتاده و مقبولیت و محبوبیت خاص خودش را پیدا کرده‌است». او همچنین گفته‌است که هنگام تحصیل در کنسرواتور، زبان‌های خارجی اسپانیایی، روسی، عبری، و حتی ارمنی رایج بوده‌اند ولی او علی‌رغم توصیهٔ استادانش به اصرار خود زبان فارسی را انتخاب کرده و اولین کار اجرایی‌اش خروسخوان احمد عاشورپور بوده که به زبان گیلکی با کنترباس اجرا کرده و علی‌رغم استقبال حضار با واکنش منفی داوران مواجه شده‌است. او دربارهٔ تلفیق موسیقی شرق و غرب گفته وقتی به آهنگی اروپایی گوش می‌دهد به یاد یک آهنگ ایرانی می‌افتد و برعکس، و تلفیق آهنگ‌ها به صورت ناخودآگاه روی می‌دهد.
دریا دادور به زبان‌های فارسی، فرانسوی (همچون ترانه‌هایی به‌همراه باتریس کراموا) و انگلیسی صحبت می‌کند و آواز می‌خواند و آهنگ‌های محلی ایرانی را با زبان‌ها و لهجه‌های مختلف که در ایران مرسوم هستند، همچون کردی و گیلکی می‌خواند. خودش در مصاحبه‌ای در سال ۲۰۱۱ م. گفته که به ۱۲ زبان گوناگون آواز خوانده‌است. هنگامی که در مصاحبه‌ای از او پرسیده شد که چگونه توانایی آواز خواندن به این تعداد زبان و لهجه را دارد، دادور پاسخ داد که «چون هنگام تحصیلات‌مان در فن اپرا، مجبوریم که پنج زبان اصلی اپرا یعنی انگلیسی، فرانسه، آلمانی، ایتالیائی و لاتین را یاد بگیریم و به این زبان‌ها آواز بخوانیم، می‌آموزیم که چگونه این زبان‌ها را آنالیز کنیم. در واقع ما به این زبان‌ها حرف نمی‌زنیم بلکه یاد می‌گیریم که هر کلمه، جمله و معنای آن را تجزیه و تحلیل کنیم و این که اصلاً شعر چه هدفی برای خواندن دارد و چه پیامی را می‌خواهد برساند؛ بنابراین باید همه این‌ها را آنالیز کنیم. این است که وقتی من این‌جوری این رشته را آموزش می‌بینم، یاد می‌گیرم که چگونه یک سری زبان‌های مختلف دنیا را تمرین کنم. بعد وقتی به من یک آهنگ عبری یا اسپانیولی می‌دادند یا آذری یا کردی، می‌توانستم بدون داشتن لهجه بخوانم و الآن هم به همین منوال ادامه دارد». او همچنین گفته که به عقیدهٔ او موسیقی مرز نمی‌شناسد و هنگام اجرای آثار، این نه زبان بلکه احساس است که ارتباط برقرار می‌کند، و چون کارهایش از دل برمی‌آید بر دل مخاطب می‌نشیند.

### آهنگسازی
دادور با اینکه خود را آهنگساز نمی‌داند ولی آهنگسازی هم انجام می‌دهد و در یکی از مصاحبه‌های خود گفته‌است که دو آهنگ برای شعرهای حافظ و ایرج میرزا نوشته‌است. او در کارهای خود بیشتر از ساز پیانو بهره می‌گیرد و دلیل گزیدن این ساز را این‌گونه برمی‌شمرد که «این ساز باعث خستگی مردم نمی‌شود و گاهی می‌تواند جایگزینی برای یک ارکستر کامل باشد، گاهی نقش فقط-ضربی داشته باشد و گاهی هم نقش هارمونیک یا ملودیک که هر ساز دیگری این ویژگی را ندارد». از دیگر سازهایی که او در کارهای خود بکار برده، ویولن، فلوت، چنگ، دهل و دودوک هستند.
او کار آهنگسازی و تنظیم ترانه‌هایش را خود بر دوش می‌گیرد و حتی در بازخوانی کارهای دیگر هنرمندان هم آن‌ها را تنظیم کرده و با سبک هنری خود سازگار می‌کند.

### تأثیر
دادور از دو فیلم موزیکال اشک‌ها و لبخندها و بانوی زیبای من به عنوان فیلم‌هایی یاد می‌کند که تأثیر فراوانی بر او گذاشته‌اند. به گفتهٔ او، در سن ۱۲ سالگی می‌توانسته همهٔ ترانه‌های آن فیلم‌ها را به زبان انگلیسی و همچنین فارسی بخواند. دادور به خواندن آوازهای مدرن گرایش دارد، اما از آوازها و موسیقی سنتی ایرانی هم الهام می‌گیرد. او در اشعار ترانه‌های خود، هم از شعرهای شعرای معاصر همچون فریدون مشیری، مهدی اخوان ثالث، ایرج میرزا و هم از شعرای کلاسیک همانند حافظ بهره می‌برد. در مصاحبه‌ای در آوریل ۲۰۱۱، دادور گفت که مخاطبان او بیشتر جوانان هستند، علی‌رغم اینکه بیان می‌دارد که انتظار داشته قشر مسن‌تر، بیشتر از قشر جوان از آثار او استقبال کنند. وی در مصاحبه‌ای گفته‌است که تحت تأثیر موسیقی قمرالملوک وزیری، الهه، دلکش، شوشا و آهنگسازانی چون موریس راول و مانوئل د فایا قرار دارد.

## آثار

### اجراهای زنده

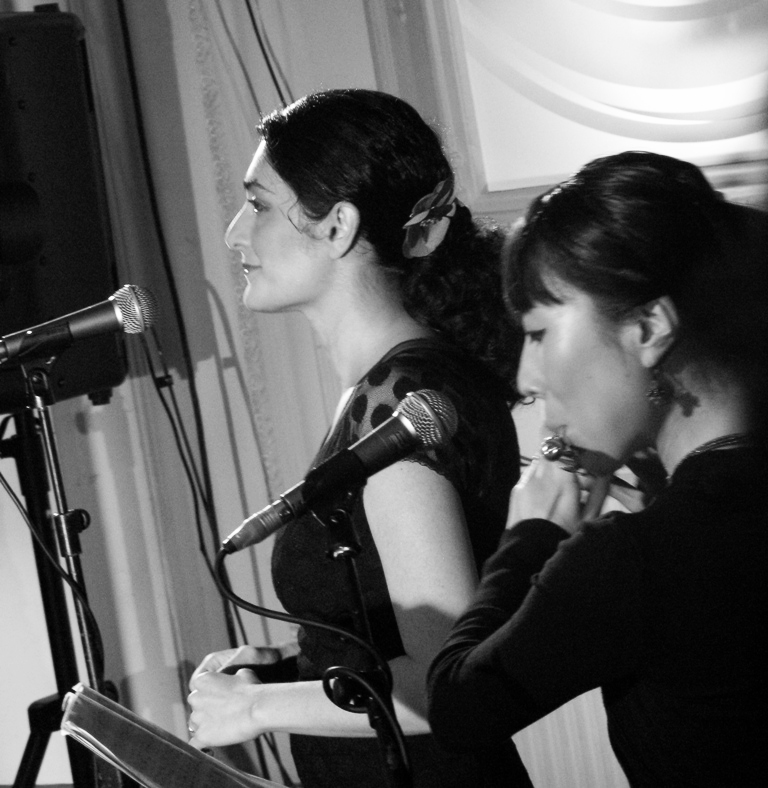
دادور در برنامهٔ نوروزی ۱۳۸۹ بی‌بی‌سی

دادور نخستین کنسرت حرفه‌ای‌اش را در سال ۱۹۹۹ و در تئاتر سلطنتی کومپین برگزار کرد که به عنوان یک تک‌خوان در اپرایی به نام ژوزف اثرِ اتین مئول به اجرا پرداخت. اما او فقط دو ماه به عنوان تکخوان اپرای کومپین فعالیت کرد و خیلی زود تصمیم گرفت صرفاً یک خوانندهٔ اپرا که آثار دیگران را اجرا می‌کند نباشد و در عوض کارهای خودش را ارائه کند. در همان سال نخستین کنسرتش با آوازهای محلی ایرانی را در اوینیون فرانسه برگزار کرد. دادور در فستیوال فرهنگی عمان در سال ۱۹۹۹ (همزمان با واپسین سال تحصیلی‌اش در کنسرواتور تولوز) و همچنین در فستیوال فرهنگی ارگ‌های تولوز در سال ۲۰۰۰ شرکت کرد. در سال ۲۰۰۱ در مراسم تدفین ثریا اسفندیاری آوه ماریا را اجرا کرد.
در اوت ۲۰۰۲ دریا دادور در اپرای رستم و سهراب که به رهبری لوریس چکناواریان از ارکستر فیلارمونیک ارمنستان در سالن همایش میلاد تهران برگزار شد، در نقش تهمینه به ایفای نقش پرداخت. او این پیشامد را «باور نکردنی» برشمرده و در این باره گفته‌است که «من تا لحظه‌ای که رفتم روی صحنه، نمی‌دانستم که واقعاً این اجازه را به من داده‌اند. نمی‌دانستم الکی است یا واقعاً دارد این اتفاق می‌افتد؟» و همچنین در ادامه گفته‌است که «برای من خیلی هیجان‌انگیز بود؛ چون دیگر آرزویی بالاتر از این نیست که شما جلوی هموطنان خودتان، در کشور خودتان آواز بخوانید». این ماجرا در مستند صدای دوم مجتبی میرطهماسب روایت شده‌است. سپس در زمستان همان سال در چارچوب جشنوارهٔ موسیقی ملل در تالار وحدت، باز هم به رهبری لوریس چکناواریان، به آوازخوانی پرداخت. او در مصاحبه‌ای، خاطرهٔ اجرای کنسرت در ایران را «یکی از به یاد ماندنی‌ترین لحظات در دوران فعالیتش» برشمرده‌است. دلیل گزینش دریا دادور برای این نقش «صدای دگرگون» او بیان شد. با اینکه مراسم قرار بود در چند شب برگزار شود و بلیت‌هایش نیز فروخته شده بود، اعتراض برخی از اعضای گروه بسیج کنسرت را به جز شب اول لغو کرد. به گفتهٔ یکی از زنان همخوان، به او و دیگر زنان همخوان گفته بودند صرفاً لب بزنند و ادای خواندن را در بیاورند تا صدای دادور به تنهایی در تالار طنین بیندازد. دادور که به گفتهٔ خودش، با اجازهٔ رسمی از مرکز موسیقی ایران، به اجرای برنامه پرداخته بود، گفت که دلیل جلوگیری از آوازخوانی او «جوان بودن» او بوده‌است: «شاید اگر من آن زمان ۷۰ سال سن داشتم، ایرادی به من وارد نمی‌کردند، اما به دلیل جوان بودن من برنامه لغو شد.».
دادور در سال‌های ۲۰۰۵ و ۲۰۱۰ مهمان برنامهٔ نوروزی بی‌بی‌سی فارسی بود. در سال ۲۰۱۱ در بالاموزیک، از زیرمجموعه‌های وبگاه بالاترین به صورت اینترنتی به اجرای زنده پرداخت. بخش‌هایی از کنسرت استیو شهان که دادور نیز او را همراهی می‌کرد در برنامهٔ شباهنگ صدای آمریکا پخش شد. کنسرت راه ابریشم ۲ او به همراه ارکستر فیلارمونیک پاریس شرقی در سال ۲۰۱۶ و نیز کنسرت او در لندن در سال ۲۰۱۹ در قالب برنامهٔ بلور بنفش از شبکهٔ بی‌بی‌سی فارسی پخش شده‌اند.
| تاریخ                       | رویداد                                                   | مکان                                    | قطعات اجراشده                                                       | منبع                        |
| --------------------------- | -------------------------------------------------------- | --------------------------------------- | ------------------------------------------------------------------- | --------------------------- |
| ۲۰۰۲ (۲۲ تا ۲۵ اوت)         | اپرای رستم و سهراب                                       | تهران                                   |                                                                     | [ ۴۰ ]                      |
| ۲۰۰۲ (دسامبر)               | جشنوارهٔ موسیقی ملل                                       | تهران                                   | آوه ماریا (باخ/گونو)؛ آوه ماریا (شوبرت)؛ قطعه‌ای از آنتونیو ویوالدی  | [ ۳۳ ]                      |
| ۲۰۰۴ (۹ مه)                 | نمایش موزیکال زهره و منوچهر شاهرخ مشکین‌قلم آواز نقش زهره | نیویورک                                 |                                                                     | [ ۴۱ ]                      |
| ۲۰۰۴ (۲۳ ژانویه)            | خیریه زلزله‌زدگان بم                                      | نیویورک                                 |                                                                     | [ ۴۲ ]                      |
| ۲۰۰۴ (۱۵ مه)                | خیریه زلزله‌زدگان بم (مرکز هنرهای نمایشی لینکلن)          | نیویورک                                 |                                                                     | [ ۴۳ ]                      |
| ۲۰۰۴ (۳ دسامبر)             | کنسرت برای بم                                            | ونکوور                                  |                                                                     | [ ۴۴ ]                      |
| ۲۰۰۴ (۲ ژوئیه)              | بنیاد پژوهش‌های زنان ایران                                | برلین                                   | اجرای زنده در برلین (۲۰۰۴)                                          | [ ۴۵ ]                      |
| ۲۰۰۵ (۲۰ نوامبر)            |                                                          | ونکوور                                  |                                                                     | [ ۴۶ ]                      |
| ۲۰۰۶ (۷ اکتبر)              |                                                          | نیویورک                                 |                                                                     | [ ۴۷ ]                      |
| ۲۰۰۶ (۱۱ نوامبر)            |                                                          | سن خوزه                                 |                                                                     | [ ۱ ]                       |
| ۲۰۰۷ (۲۸ و ۲۹ مه)           |                                                          | پاریس                                   |                                                                     | [ ۴۸ ]                      |
| ۲۰۰۷ (۲۲ آوریل)             |                                                          | ونکوور                                  |                                                                     | [ ۴۹ ]                      |
| ۲۰۰۸ (۱۹ ژوئیه)             | جشنوارهٔ تیرگان                                           | تورنتو                                  | اجرای زنده در تورنتو (۲۰۰۸)                                         | [ ۵۰ ]                      |
| ۲۰۰۹ (۷ ژوئن)               |                                                          | لندن                                    |                                                                     | [ ۵۱ ]                      |
| ۲۰۰۹ (۲۰ ژوئن)              | بنیاد پژوهش‌های زنان ایران                                | هانوفر                                  |                                                                     | [ ۵۲ ]                      |
| ۲۰۰۹ (۵ تا ۱۴ مارس)         | تور کانادا                                               | مونترال، تورنتو، اتاوا، و ونکوور        |                                                                     | [ ۵۳ ] [ ۵۴ ]               |
| ۲۰۱۰ (۲۰ مارس)              | برنامهٔ نوروزی بی‌بی‌سی                                     | لندن                                    |                                                                     | [ ۳۵ ]                      |
| ۲۰۱۱ (۷ مه)                 |                                                          | آمستردام                                |                                                                     | [ ۵۵ ]                      |
| ۲۰۱۱ (۲۵ و ۲۶ مارس)         | کنسرت نوروزی                                             | یوتبری، استکهلم                         |                                                                     | [ ۵۶ ] [ ۵۷ ]               |
| ۲۰۱۱ (۲۹ آوریل تا ۲ دسامبر) | اپرت عشق و عقل و آدمی همراه پرواز همای و سلی             | دوسلدورف، بروکسل، لندن، هامبورگ، تورنتو |                                                                     | [ ۵۸ ] [ ۵۹ ] [ ۶۰ ] [ ۶۱ ] |
| ۲۰۱۳ (۲۹ ژوئن)              |                                                          | لوزان                                   |                                                                     | [ ۶۲ ]                      |
| ۲۰۱۳ (۲۷ ژوئیه)             | بنیاد پژوهش‌های زنان ایران                                | کلن                                     |                                                                     | [ ۶۳ ] [ ۶۴ ]               |
| ۲۰۱۳ (۱۲ دسامبر)            | کنسرت استیو شهان                                         | پاریس                                   |                                                                     | [ ۳۷ ]                      |
| ۲۰۱۴ (۲۵ تا ۲۷ آوریل)       | تور سوئد                                                 | یوتبری، استکهلم، مالمو                  | اجرای زنده در مالمو (۲۰۱۴)                                          | [ ۶۵ ]                      |
| ۲۰۱۴ (۱۱ آوریل)             | همراه با گروه موسیقی «صدای صلح»                          | پاریس                                   |                                                                     | [ ۶۶ ]                      |
| ۲۰۱۵ (۹ اوت)                | جشنواره فیلم‌های ایرانی                                   | لندن                                    | «من یک پروانه هستم»                                                 | [ ۶۷ ]                      |
| ۲۰۱۵ (۲۲ و ۲۳ اوت)          | جشنوارهٔ تیرگان                                           | تورنتو                                  |                                                                     | [ ۶۸ ]                      |
| ۲۰۱۶ (۱۰ و ۱۱ ژوئن)         | راه ابریشم ۲ همراه با ارکستر فیلارمونیک پاریس شرقی       | پاریس                                   | «عزیز جون»، «میخوام برم کوه»، «جینگه‌جان»، «کوچه‌لر»، «کوچه»، «آزادی» | [ ۲۶ ]                      |
| ۲۰۱۶ (۲۶ سپتامبر)           | خیریهٔ خانهٔ زنان (به نفع قربانیان خشونت جنسی)             | پاریس                                   | «دو تا چشم سیاه داری»                                               | [ ۶۹ ] [ ۷۰ ]               |
| ۲۰۱۶ (۲۶ نوامبر)            | جشنوارهٔ موسیقی زنان شرق جشنوارهٔ موسیقی جهانی شیستا       | استکهلم                                 |                                                                     | [ ۷۱ ] [ ۷۲ ]               |
| ۲۰۱۷ (۱۹ فوریه)             |                                                          | ادینبرا                                 |                                                                     | [ ۷۳ ]                      |
| ۲۰۱۸ (۱۰ مارس)              | جشنوارهٔ نوروزی تیرگان                                    | تورنتو                                  |                                                                     | [ ۷۴ ]                      |
| ۲۰۱۸ (۲۲ مارس)              | کنسرت نوروزی                                             | یوتبری                                  |                                                                     | [ ۷۵ ]                      |
| ۲۰۱۸ (۲۵ مارس)              | کنسرت نوروزی                                             | هامبورگ                                 |                                                                     | [ ۷۶ ]                      |
| ۲۰۱۸ (۲۳ آوریل)             |                                                          | دبی                                     |                                                                     | [ ۱۱ ]                      |
| ۲۰۱۹ (۶ آوریل)              | کانون ایرانیان بوستون                                    | بوستون                                  |                                                                     | [ ۷۷ ]                      |
| ۲۰۱۹ (۲۹ ژوئن)              | بنیاد پژوهش‌های زنان ایران                                | فلورانس                                 |                                                                     | [ ۷۸ ]                      |
| ۲۰۱۹ (۱۹ اکتبر)             |                                                          | استانبول                                |                                                                     | [ ۷۹ ]                      |
| ۲۰۱۹ (۱۷ نوامبر)            |                                                          | لندن                                    |                                                                     | [ ۸۰ ] [ ۴ ]                |
| ۲۰۱۹ (۲۸ نوامبر و ۱ دسامبر) | جشنوارهٔ موسیقی زنان شرق                                  | یوتبری، استکهلم                         |                                                                     | [ ۸۱ ] [ ۸۲ ]               |

### آلبوم‌شناسی
دریا دادور تاکنون سه آلبوم منتشر کرده‌است. کارهای دیگری هم از او در وبگاه رسمی، کانال او در یوتیوب و دیگر سایت‌ها منتشر شده‌است. بازخوانی قطعهٔ «وطنم وطنم» که روی «نخستین سرود ملی ایران» از ساخته‌های آلفرد ژان باتیست لومر تنظیم شده با پذیرش فراوانی روبرو شد. از دیگر کارهای برجستهٔ او، اجرای ترانهٔ سلطان قلب‌ها از ساخته‌های انوشیروان روحانی، و اجرای آوازی شعر «کوچه» از آثار فریدون مشیری است.
آلبوم نخست دادور که زنده در کنسرتی در برلین در سال ۲۰۰۴ م. ضبط شده‌است، آمیخته‌ای از موسیقی سنتی ایرانی با پیانو و ویولن است. آلبوم دومش هم که سبک کنونی او را می‌سازد، آمیخته‌ای از موسیقی سنتی ایرانی با سبک‌های جاز و بلوز است. این آلبوم در سال ۲۰۰۸ م. در کنسرتی در تورنتو در جشنواره تیرگان ضبط شده‌است. آلبوم سوم در سال ۲۰۱۴ م. در مالمو به صورت زنده ضبط و دو سال بعد منتشر شد. دادور در اوت ۲۰۱۸ م. گفت اولین آلبوم استودیوی‌اش در راه است که این آلبوم تا مهٔ ۲۰۲۱ هنوز منتشر نشده‌است.

#### اجرای زنده در برلین (۲۰۰۴)
| شماره | نام                      | سراینده                     | آهنگساز       | مدت  |
| ----- | ------------------------ | --------------------------- | ------------- | ---- |
| ۱.    | «یک گل سایه چمن»         |                             |               | ۶:۳۹ |
| ۲.    | «شبم تاریک»              |                             |               | ۵:۲۳ |
| ۳.    | «ماه پیشانو»             | اصغر میرخدیوی، نسرین ارمگان | محلی خراسانی  | ۴:۲۳ |
| ۴.    | «بهار دلکش»              |                             | درویش‌خان      | ۳:۴۶ |
| ۵.    | «دردیمند»                |                             | عزیر حاجی‌بیگف | ۶:۰۶ |
| ۶.    | «هم‌نوازی پیانو و ویولون» |                             |               | ۵:۱۷ |
| ۷.    | «جینگه جان»              |                             | محلی گیلانی   | ۲:۴۷ |
| ۸.    | «می‌خوام برم کوه»         |                             |               | ۵:۵۵ |
| ۹.    | «دوتا چشم سیاه داری»     |                             | بیژن مفید     | ۶:۱۶ |

#### اجرای زنده در تورنتو (۲۰۰۸)
| شماره      | نام                            | سراینده                     | آهنگساز      | مدت   |
| ---------- | ------------------------------ | --------------------------- | ------------ | ----- |
| ۱.         | «ناز پرستو»                    | مهدی اخوان ثالث             |              | ۴:۰۳  |
| ۲.         | «تاب بنفشه»                    | حافظ                        |              | ۴:۴۵  |
| ۳.         | «یاد من کن - Les Mots D'amour» |                             |              | ۶:۲۲  |
| ۴.         | «ماه پیشانو»                   | اصغر میرخدیوی، نسرین ارمگان | محلی خراسانی | ۸:۰۷  |
| ۵.         | «نوایی»                        |                             | محلی خراسانی | ۶:۳۰  |
| ۶.         | «جینگه جان»                    | احمد عاشورپور               | محلی گیلانی  | ۳:۲۲  |
| ۷.         | «سرزمین من»                    | امیرجان صبوری               |              | ۷:۳۸  |
| ۸.         | «دلم می‌خواست»                  |                             |              | ۱:۴۳  |
| مجموع مدت: | مجموع مدت:                     | مجموع مدت:                  | مجموع مدت:   | ۴۲:۴۲ |

#### اجرای زنده در مالمو (۲۰۱۴)
| شماره      | نام                            | سراینده                            | آهنگساز                         | مدت   |
| ---------- | ------------------------------ | ---------------------------------- | ------------------------------- | ----- |
| ۱.         | «من یک پروانه هستم»            | نسرین ارمگان                       | دریا دادور                      | ۶:۱۴  |
| ۲.         | «گل سرخ»                       | فروغ فرخزاد                        | دریا دادور                      | ۲:۴۳  |
| ۳.         | «سیمای جان»                    | احمد عاشورپور                      | محلی گیلانی                     | ۷:۳۵  |
| ۴.         | «سلطان قلب‌ها - Autumn Leaves»  | محمدعلی شیرازی /Jacques Prévert    | انوشیروان روحانی / Joseph Kosma | ۹:۲۰  |
| ۵.         | «ماه پیشانو»                   | اصغر میرخدیوی، نسرین ارمگان        | محلی خراسانی                    | ۴:۱۳  |
| ۶.         | «عروسی»                        |                                    |                                 | ۶:۳۳  |
| ۷.         | «یاد من کن - Les Mots D'amour» | معینی کرمانشاهی / Michel Rivgauche | علی تجویدی / Charles Dumont     | ۵:۳۵  |
| ۸.         | «گفتم به چشم»                  | کمال خجندی                         | نادر گلچین                      | ۵:۴۵  |
| مجموع مدت: | مجموع مدت:                     | مجموع مدت:                         | مجموع مدت:                      | ۴۷:۵۸ |

## واژه‌نامه
1. ↑  Maria Sartova
2. ↑  Jasmin Martorell
3. ↑  Anne Fondeville
4. ↑  Anna Maria Bondi
5. ↑  Gabriel Bacquier
6. ↑  Charles Brett
7. ↑  Robert Dumet
8. ↑  Jill Feldmann
9. ↑  Lirico Leggero
10. ↑  Théâtre impérial de Compiègne